# グループ トーキング・アイ
グループ トーキング・アイ（GROUP TALKING・i）は、岡山県岡山市北区に所在する芸能事務所。

## 概要
元テレビせとうちキャスターの石村理香により2002年に設立された。主にフリーランスの女性キャスターやリポーターらを擁する芸能事務所。
所属タレントの立場はフリーランスなので、基本的に出演放送局、メディア形態を問わない。
ただし、テレビせとうちとレディオモモは、番組にレギュラー出演する人物をグループ トーキング・アイより起用し専属状態にする傾向がある。

## 所属タレント一覧
五十音順
- 石村理香（代表者）
- 加藤昌美
- 小坂理恵
- 小堀真希
- 清水加奈子
- 杉川友真
- 惣田美香
- 高月弘子
- 中島千晶
- 南條貴映
- 浜田麻美子
- 樋本美由紀
- 舩岳美希
- 保崎弥緒
- 宮原夕佳
- 宮脇知子
- 村松美保
- 渡壁恵子